# Piúgos
Piúgos (llamada oficialmente Santiago de Piúgos) es una parroquia y una aldea española del municipio de Lugo, en la provincia de Lugo, Galicia.

## Organización territorial
La parroquia está formada por nueve entidades de población, constando ocho de ellas en el nomenclátor del Instituto Nacional de Estadística español:
- As Tabernas
- Casasnovas (As Casas Novas)
- Cima de Vila
- Congos (Os Congos)
- Pena da Mula (A Pena da Mula)
- Piúgos (Piúgos de Pena)
- Rego do Espiño (O Rego do Espiño)
- Santoíño
- Toiriz

## Demografía

### Parroquia
| Gráfica de evolución demográfica de Piúgos (parroquia) entre 2000 y 2020 |
|                                                                          |
| Datos según el nomenclátor publicado por el INE.                         |

### Aldea
| Gráfica de evolución demográfica de Piúgos (aldea) entre 2000 y 2020 |
|                                                                      |
| Datos según el nomenclátor publicado por el INE.                     |